# Parc national de la Vallée des fleurs
Le parc national de la Vallée des fleurs est une aire protégée située sur la chaîne montagneuse de l'Himalaya, dans l'État de l'Uttarakhand en Inde. Ce parc national était établi en 1982. On y trouve plus de 500 espèces de plantes à fleurs.
Le parc est conjointement inscrit au patrimoine mondial avec le parc national de Nanda Devi sous le nom de « parcs nationaux de Nanda Devi et de la Vallée des fleurs » depuis 1988. Depuis 2004, le parc est également reconnu en tant que réserve de biosphère par l'Unesco.